# Greer (South Carolina)
Greer ist eine Stadt im US-Bundesstaat South Carolina.
Sie liegt jeweils zu Teilen im Spartanburg County und im Greenville County. Das U.S. Census Bureau hat bei der Volkszählung 2020 eine Einwohnerzahl von 35.308 auf einer Fläche von 56,4 km² ermittelt. 

## Wirtschaft
In unmittelbarer Nähe der Stadt liegt der Greenville-Spartanburg International Airport.

### BMW-Werk
Wirtschaftliche Bedeutung für Greer hat insbesondere die BMW US Manufacturing Company. Es befindet sich im östlichen Teil der Stadt (Spartanburg County).